# Château Saulnier
Pour les articles homonymes, voir Saulnier.
Le château Saulnier est implanté sur la commune de Saint-Front-la-Rivière, dans le département français de la Dordogne, en région Nouvelle-Aquitaine. Il est inscrit aux monuments historiques depuis 1969.

## Présentation
Il se situe dans la partie sud-ouest du bourg de Saint-Front-la-Rivière, le long de la route menant à la Varenne et Sceau-Saint-Angel. Il est également visible depuis la route départementale 83 qui traverse la commune (et le bourg) du nord au sud.

## Historique
Ce château datant du XIIIe au XVIe siècle possède des douves qui étaient alimentées par la Dronne qui coule à environ 200 mètres à l'ouest.
Propriété achetée en 1787 par Nicolas Dubut de Saint Paul, écuyer et conseiller-secrétaire du Roi en la Cour des aides de Montauban.
C'est une propriété privée.

## Galerie

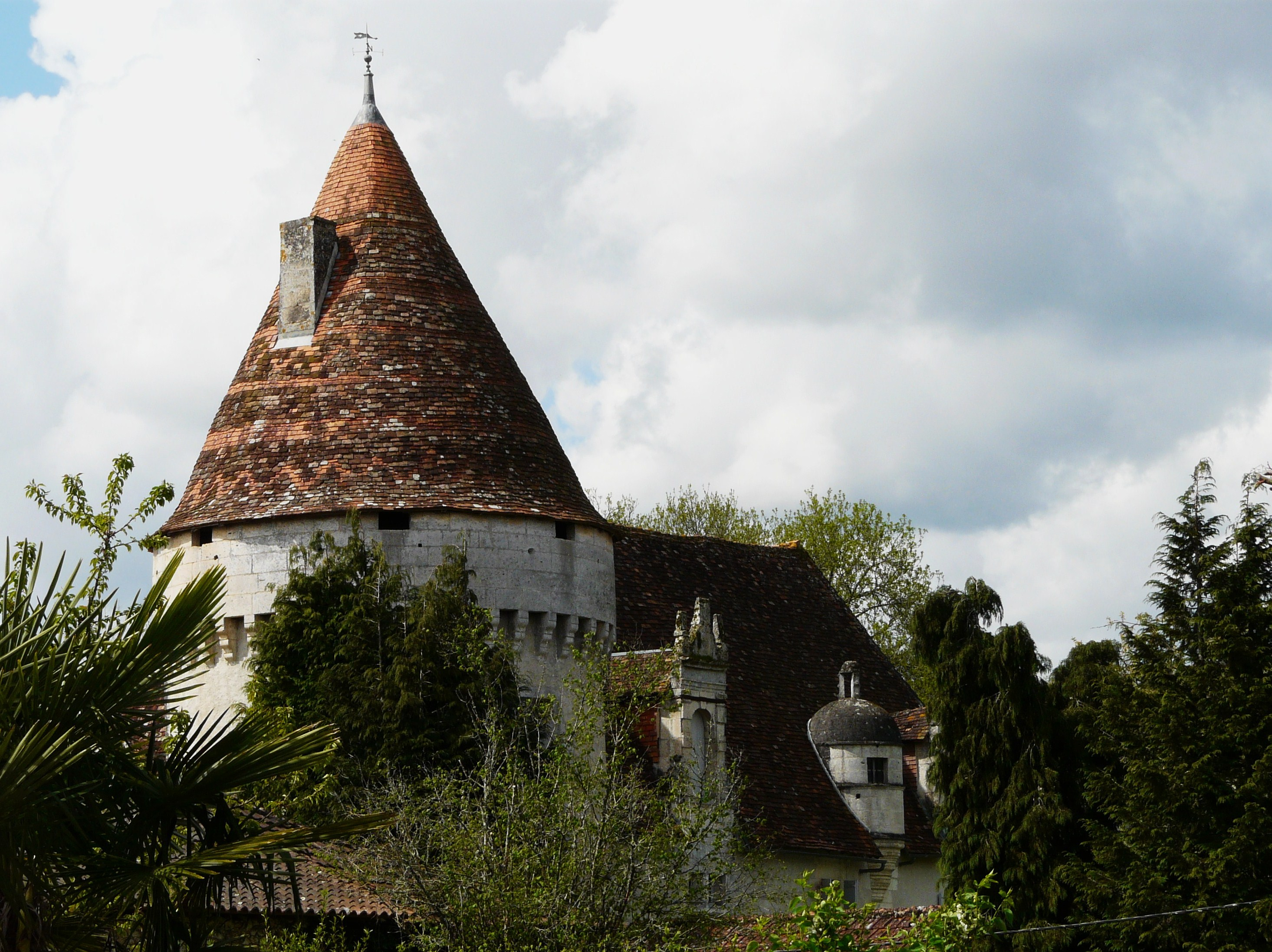
Les toits du château Saulnier
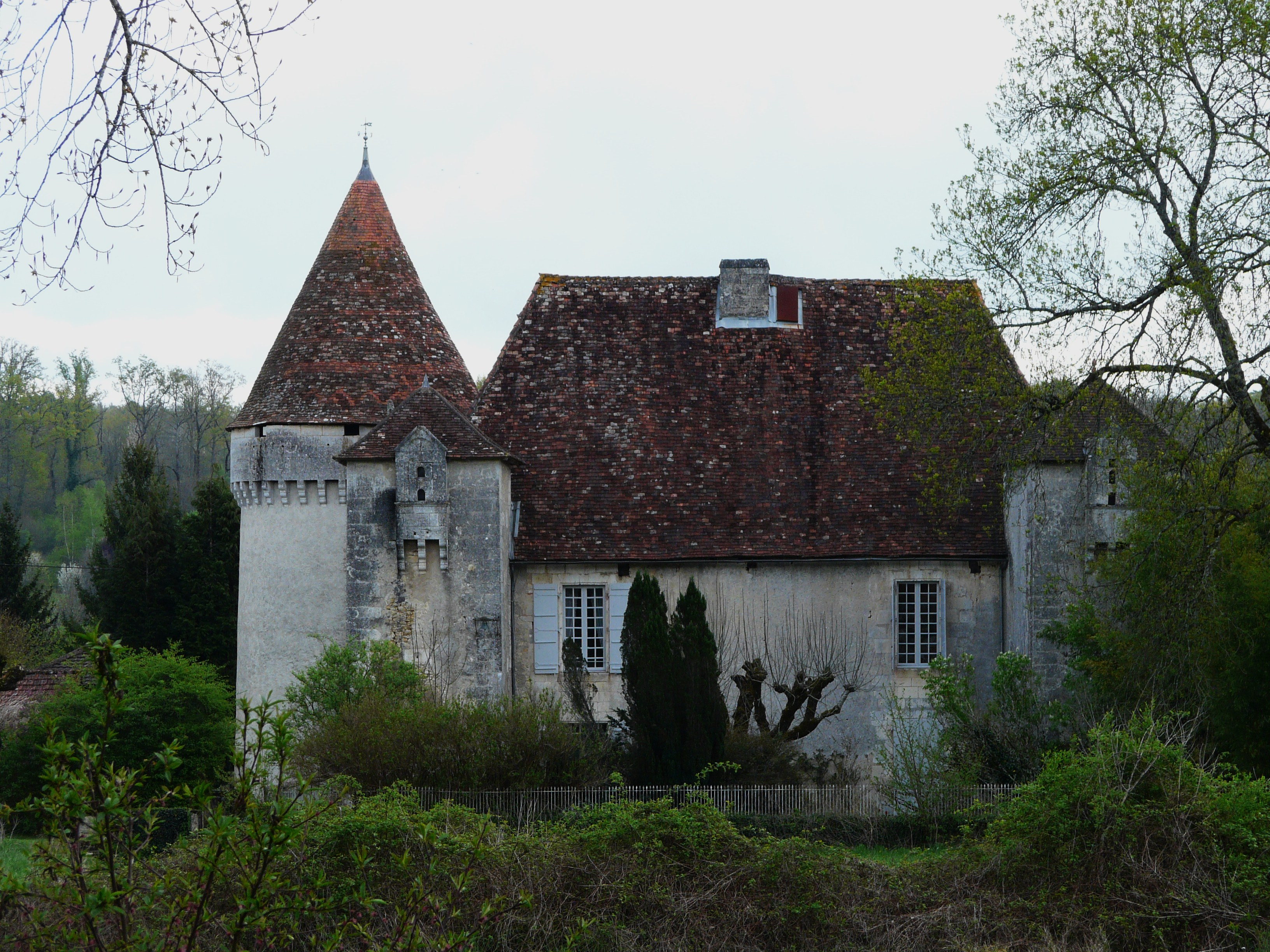
Le château
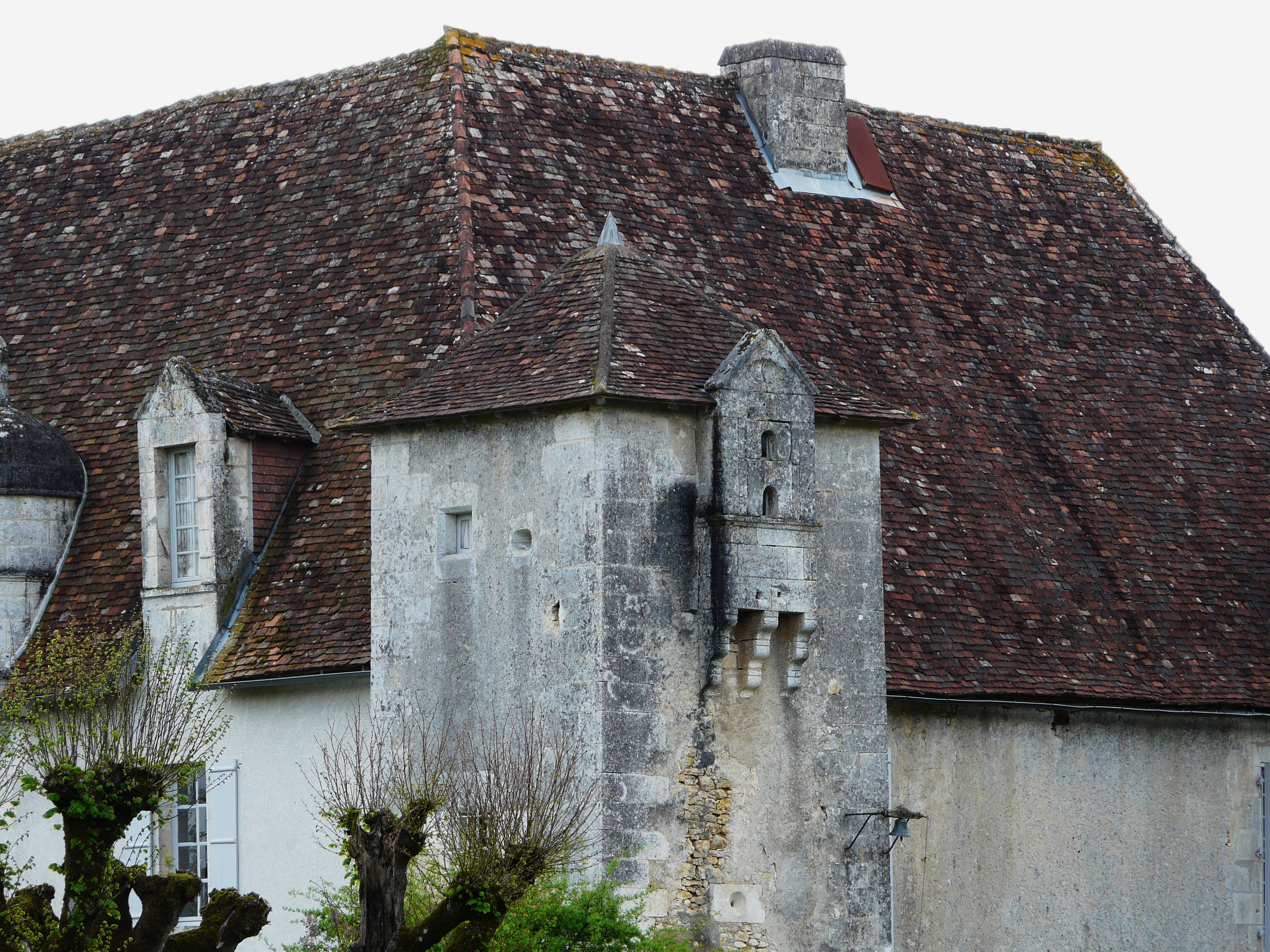
La tour carrée nord-ouest
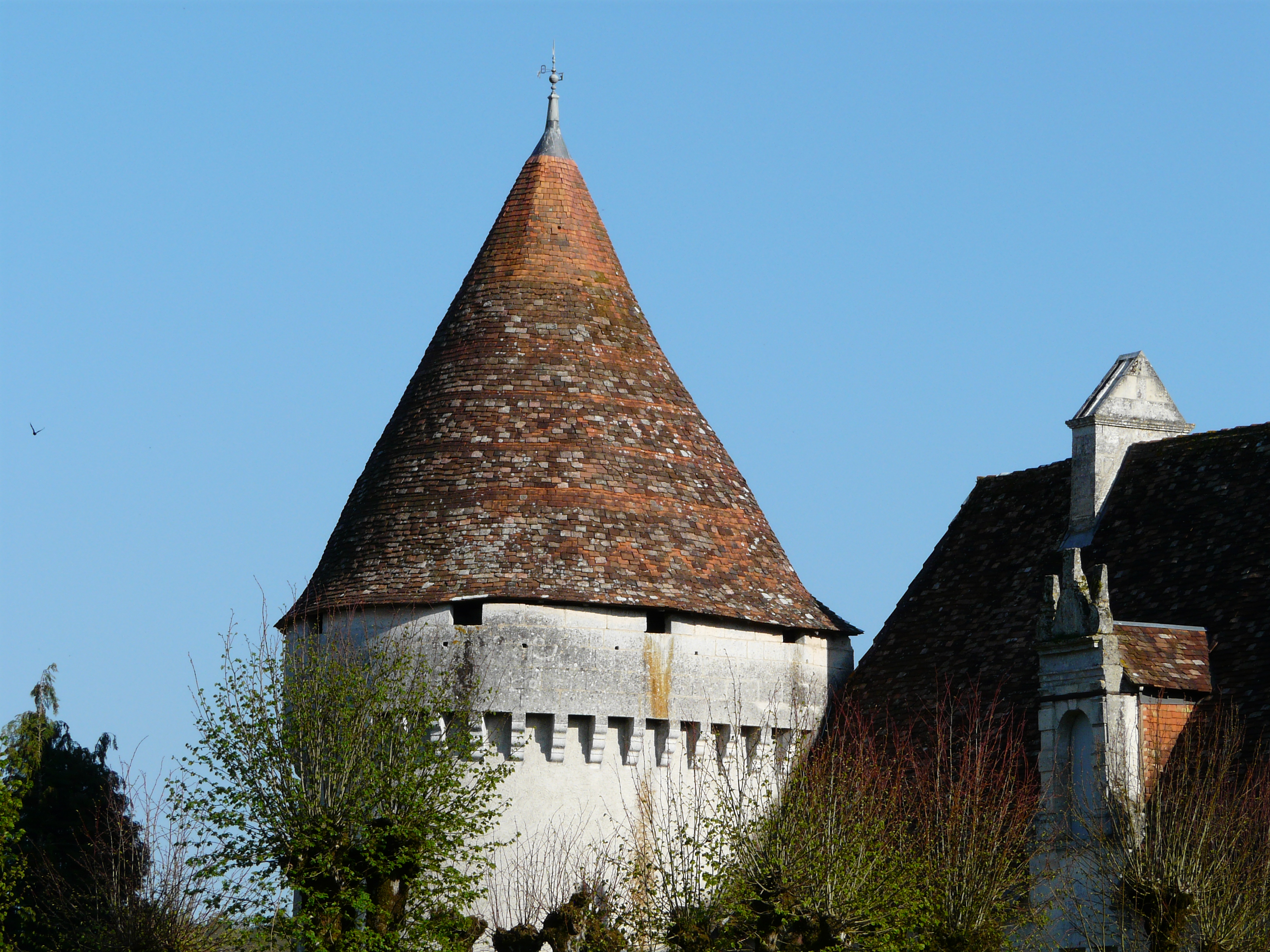
Le donjon